# Kengond, Byadgi
Kengond là một làng thuộc tehsil Byadgi, huyện Haveri, bang Karnataka, Ấn Độ.